# Heymann Steinthal

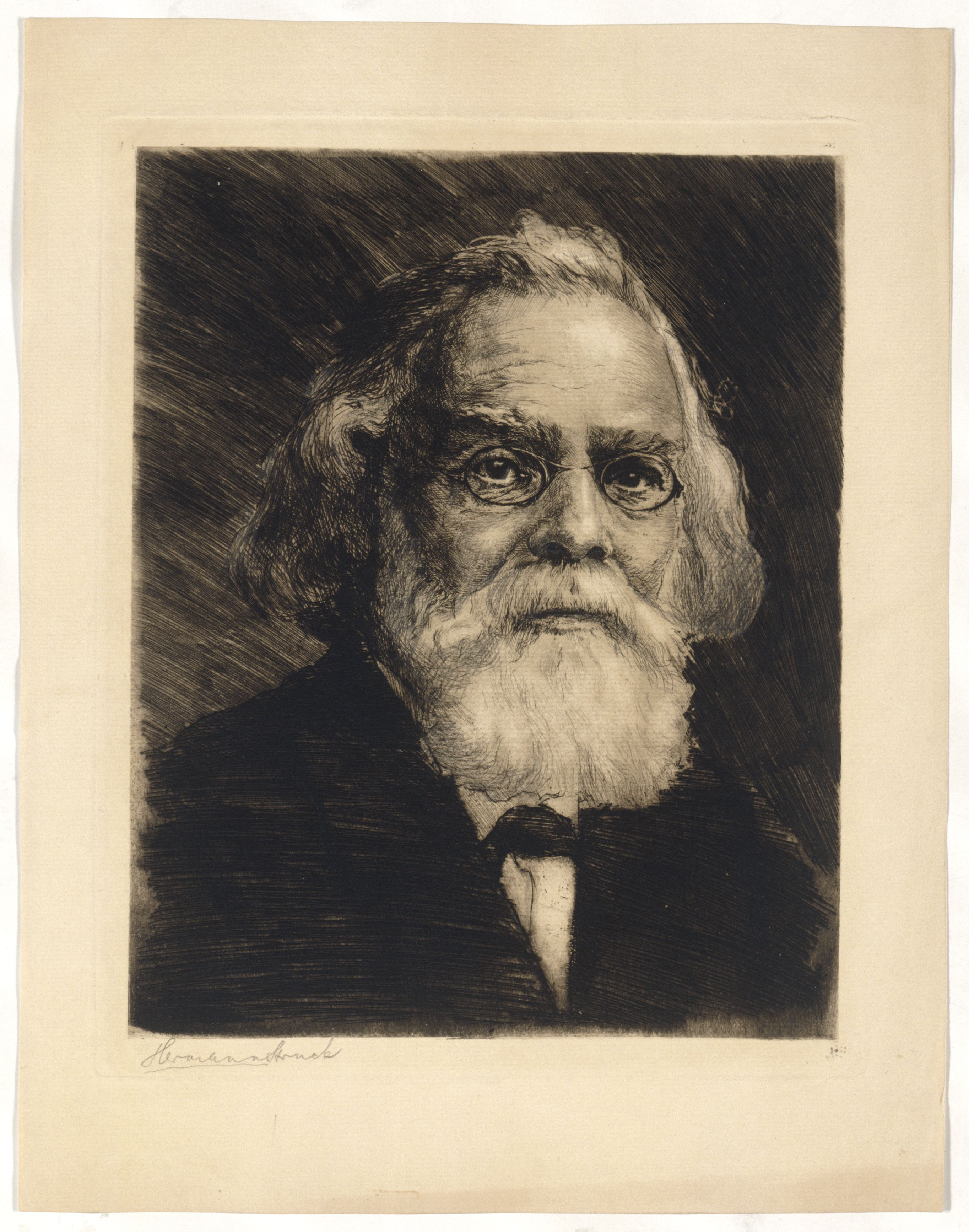
Heymann Steinthal, Radierung von Hermann Struck

Chajim Heymann Steinthal, auch Heinemann, Hermann oder Heinrich (* 16. Mai 1823 in Gröbzig, Anhalt; † 14. März 1899 in Berlin), war ein deutscher Sprachwissenschaftler und Philosoph.

## Leben

Heymann Steinthal

Heymann Steinthal absolvierte das Gymnasium in Bernburg (Saale) und studierte Sprachwissenschaft und Mythologie an der Universität Berlin, wo er 1850 zum Privatdozenten für Philologie und Mythologie ernannt wurde. Während seines Studiums beschäftigte er sich besonders mit den Theorien Wilhelm von Humboldts, dessen Sprachwissenschaftliche Werke er später im Jahre 1884 verlegte. Von 1852 bis 1855 zog es Steinthal nach Paris, wo er sich hingebungsvoll seinen Untersuchungen zur chinesischen Sprache widmete.
1863 erhielt er eine außerordentliche Professur in Berlin. 1869 gehörte er zu den Gründungsmitgliedern der Berliner Gesellschaft für Anthropologie, Ethnologie und Urgeschichte. Ab 1872 arbeitete Steinthal zusätzlich als Dozent für Religionsphilosophie und die kritische Historie des Alten Testaments an der Hochschule für die Wissenschaft des Judenthums. Zusammen mit seinem Freund und Schwager Moritz Lazarus veröffentlichte er schon 1860 die Zeitschrift für Völkerpsychologie und Sprachwissenschaft, womit die beiden den Grundstein für die neue, im Titel erstgenannte Wissenschaft legten. Des Weiteren war Steinthal ab 1883 einer der Direktoren des Deutsch-Israelitischen Gemeindebundes und als solcher verantwortlich für die Abteilung Religionslehre in verschiedenen kleinen Gemeinden.
Anlässlich des 100. Todestages von Heymann Steinthal fand vom 1. bis 4. Dezember 1999 auf Schloss Wendgräben (Sachsen-Anhalt) eine internationale, interdisziplinäre Tagung statt, die vom Leopold-Zunz-Zentrum zur Erforschung des europäischen Judentums (LEUCOREA Stiftung, Wittenberg), dem Synagogenmuseum Gröbzig und der Konrad-Adenauer-Stiftung veranstaltet wurde. Der bei Brill erschienene Tagungsband enthält Vorträge aus den Bereichen Linguistik, Philosophie, Judaistik und Geschichte sowie ein Inventar von Steinthals Schriften in der Jüdischen National- und Universitätsbibliothek in Jerusalem.

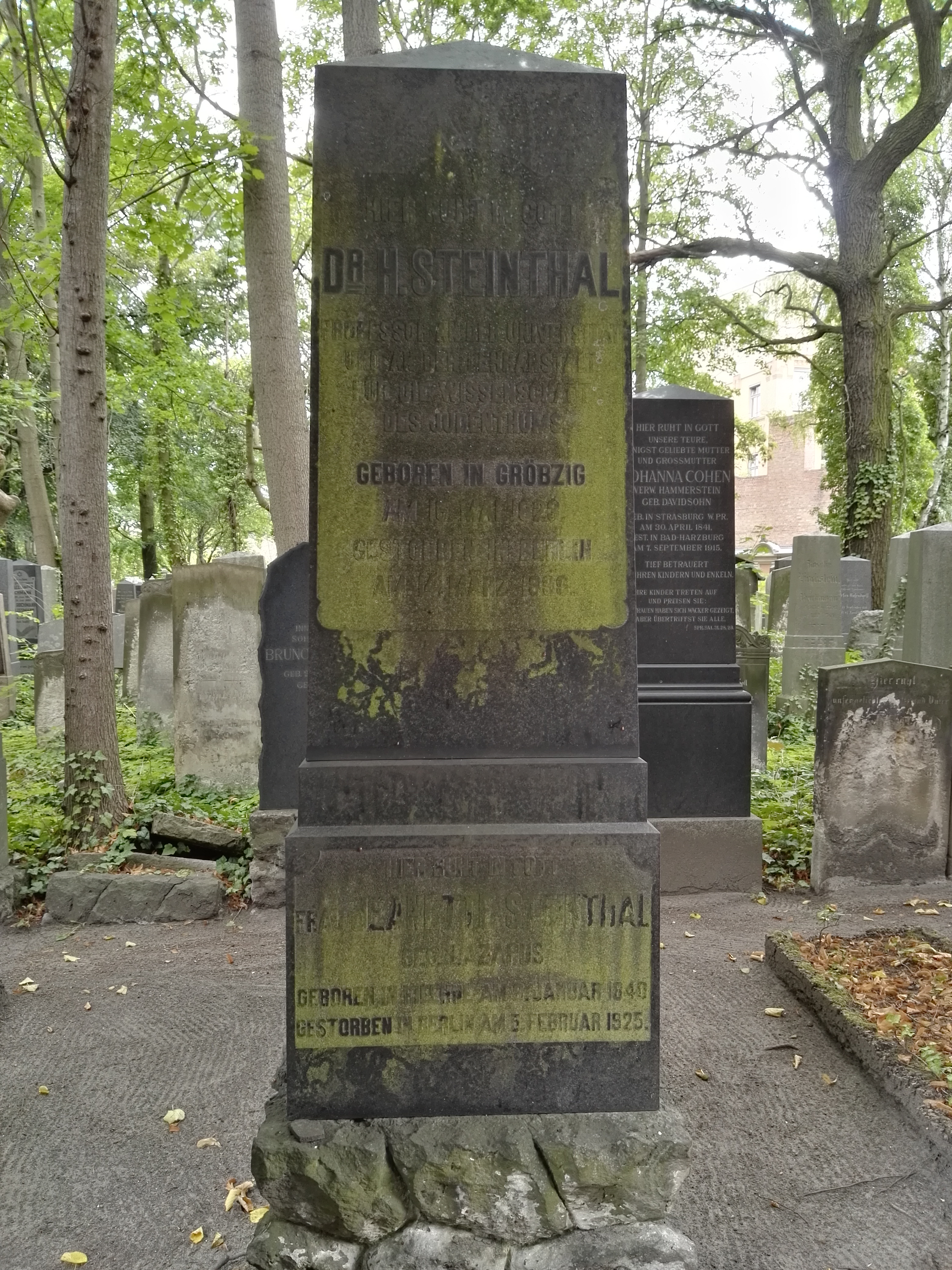
Grabstätte

Sein Grab befindet sich auf dem Jüdischen Friedhof in Berlin-Weißensee.

## Veröffentlichungen (Auswahl)
- Die Sprachwissenschaft Wilhelm von Humboldts und die Hegel’sche Philosophie. Berlin 1848 (Digitalisat)
- Die Classifikation der Sprachen dargestellt als die Entwickelung der Sprachidee. Berlin 1850 (Digitalisat); unveränderter Nachdruck Frankfurt am Main 1976, ISBN 3-8102-1131-1
- Der Ursprung der Sprache, im Zusammenhange mit den letzten Fragen alles Wissens. Berlin 1851 (Digitalisat); 2. Aufl. Berlin 1858 (Digitalisat); 3. Aufl. Berlin 1877 (Digitalisat); 4. Aufl. Berlin 1888 (Digitalisat)
- Die Entwicklung der Schrift. Berlin 1852 (Digitalisat)
- Grammatik, Logik und Psychologie. Ihre Principien und ihr Verhältniss zu einander. Dümmler, Berlin 1855 (Digitalisat und Volltext im Deutschen Textarchiv)
- Zur Sprachwissenschaft: I: Ueber die Verwandtschaft des semitischen und indo-europäischen Sprachstammes mit einander. In: Zeitschrift der Deutschen Morgenländischen Gesellschaft, Band 11. 1857. S. 396–426 (Digitalisat).
- Charakteristik der hauptsächlichsten Typen des Sprachbaues. Zweite Bearbeitung seiner Classificatiom der Sprachen. Berlin 1860 (Digitalisat)
- Die Sage von Simson. In: Zeitschrift für Völkerpsychologie und Sprachwissenschaft. Dümmler, Berlin 1862 (Digitalisat)
- Geschichte der Sprachwissenschaft bei den Griechen und Römern mit besonderer Rücksicht auf die Logik. Berlin 1863 (Digitalisat), 2. Aufl. Berlin 1890–1891 (Digitalisat Teil 1, Digitalisat Teil 2)
- Philologie, Geschichte und Psychologie in ihren gegenseitigen Beziehungen. Ein Vortrag gehalten ... zu Meissen 1863 in erweiternder Überarbeitung. Berlin 1864 (Digitalisat)
- Die Mande-Neger-Sprachen, psychologisch und phonetisch betrachtet. Berlin 1867 (Digitalisat)
- Abriss der Sprachwissenschaft. Band in Einleitung in die Psychologie und Sprachwissenschaft. Berlin 1871 (Digitalisat), 2. Aufl. 1881 (Digitalisat)
- Gesammelte kleine Schriften. I. Sprachwissenschaftliche Abhandlungen und Recensionen. Berlin 1880 (Digitalisat)
- Allgemeine Ethik. Berlin 1885 (Digitalisat)
- Zu Bibel und Religionsphilosophie. Vorträge und Abhandlungen. Berlin 1890 (Digitalisat), Neue Folge Berlin 1895 (Digitalisat); besteht größtenteils aus in der Gesellschaft der Freunde vorgetragenen Referaten zu Gunsten der Lehranstalt für die Wissenschaft des Judenthums
- Franz Misteli: Charakteristik der hauptsächlichen Typen des Sprachbaues. Neubearbeitung des Werkes von Prof. H. Steinthal (1861) (= Abriss der Sprachwissenschaft, 2. Teil). Berlin 1893 (Digitalisat)
- Über Juden und Judenthum. Vorträge und Aufsätze. Hrsg. von Gustav Karpeles Steinthal. Berlin 1906 (Digitalisat), 2. Aufl. 1910